# Continuité du nucléaire
 (novembre 2024).
Un test Nuclear Run-On est réalisé pour identifier les gènes en cours de transcription à un moment donné. Environ un million de noyaux cellulaires sont isolés et incubés avec des nucléotides marqués, et les gènes en cours de transcription sont détectés par hybridation de l'ARN extrait à des sondes spécifiques aux gènes sur un buvard (en anglais blot). Garcia-Martinez et al. (2004)  ont développé un protocole pour la levure S. cerevisiae (Genomic run-on, GRO) qui permet de calculer les taux de transcription (TR) pour tous les gènes de levure afin d'estimer la stabilité des l'ARNm pour tous les ARNm de levure.
Des méthodes alternatives de microarray ont récemment été développées, principalement la  PolII RIP-chip : immunoprécipitation des ARN de la polymérase II avec des anticorps dirigés contre le domaine C-terminal phosphorylé et hybridation sur une lame ou une puce de microarray (le mot puce dans le nom vient de "ChIP-chip" où une puce génétique Affymetrix spéciale était nécessaire). Une comparaison des méthodes basées sur le run-on et le ChIP-chip a été réalisée chez la levure (Pelechano et al., 2009). Une similarité générale entre les deux méthodes a été détectée, mais GRO est plus sensible et quantitative. Il faut considérer que le run-on détecte uniquement les ARN polymérases en cours d'élongation alors que ChIP-chip détecte toutes les ARN polymérases présentes, y compris celles rétrogradées (une polymérase rétrograde quand elle se déplace légèrement en arrière sur la matrice, cela se produit notamment quand elle rencontre une difficulté ou une erreur qui l'empêche de continuer normalement la transcription).

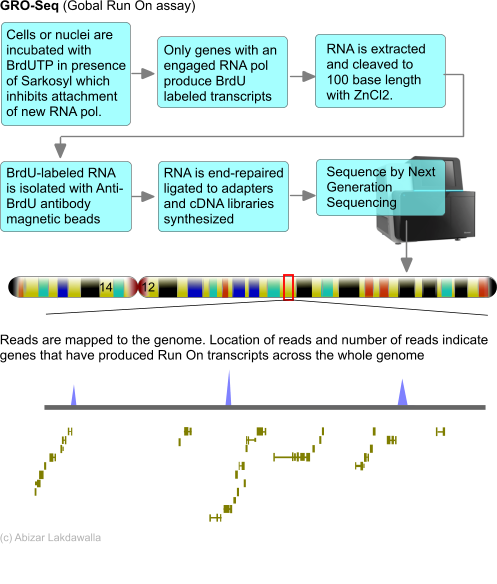
Aperçu du Global Run Sequencing Array visant à délimiter les gènes, à l'échelle du génome, qui sont engagés dans la transcription.

La fixation de nouvelles ARN polymérases aux gènes est empêchée par l'inclusion de sarkosyl. Par conséquent, seuls les gènes qui possèdent déjà une ARN polymérase produiront des transcriptions marquées. Les transcrits d’ARN synthétisés avant l’ajout du marqueur ne seront pas détectés car ils seront dépourvus du marqueur. Ces transcriptions peuvent aussi être détectées en isolant les transcriptions marquées à l'aide d'anticorps qui détectent le marqueur et en hybridant ces transcripts isolés avec des matrices d'expression génétique ou par Next Generation Sequencing (GRO-Seq).
Les tests Run On ont été largement supplantés par les tests Global Run On qui utilisent le séquençage d'ADN de nouvelle génération comme plate-forme de lecture. Ces tests sont connus sous le nom de GRO-Seq et fournissent une vue incroyablement détaillée des gènes engagés dans la transcription avec des niveaux d'expression quantitatifs. Les méthodes basées sur des matrices pour l'analyse des tests Global Run On (GRO) sont remplacées par le séquençage de nouvelle génération qui élimine la conception de sondes par rapport aux séquences génétiques. Le séquençage cataloguera toutes les transcripts produites même s'ils ne sont pas signalés dans les bases de données. GRO-seq implique le marquage des transcrits nouvellement synthétisés avec de la bromouridine (BrU). Les cellules ou les noyaux sont incubés avec BrUTP en présence de sarkosyl, ce qui empêche la fixation de l'ARN polymérase à l'ADN. Par conséquent, seule l'ARN polymérase déjà présente sur l'ADN avant l'ajout de sarkosyl produira de nouveaux transcrits qui seront marqués avec BrU. Les transcripts marquées sont capturées avec des billes marquées par un anticorps anti-BrU, puis Reverse Transcrit en ADNc et séquencées par Next Generation DNA Sequencing. Les ADNc qui viennent d'être séquencés sont ensuite alignés sur le génome et le nombre d'ADNc par transcript fournit une estimation précise du nombre de transcripts synthétisées.